# Roger François
Roger François, född 7 oktober 1900 i Romans-sur-Isère, död 15 februari 1949 i Paris, var en fransk tyngdlyftare.
François blev olympisk guldmedaljör i 75-kilosklassen i tyngdlyftning vid sommarspelen 1928 i Amsterdam.